# Anke (Werkzeug)

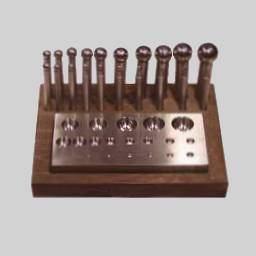
Flachanke mit Kugelpunzen

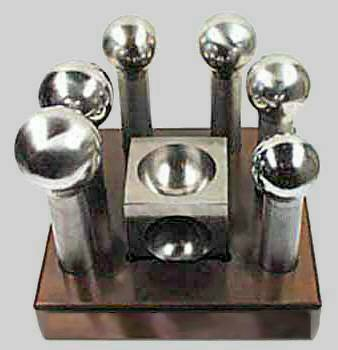
Würfelanke mit Kugelpunzen

Eine Anke (mittelhochdeutsch als „Gelenk“ von althochdeutsch anckla „Beuge, Gelenk, Knöchel“) ist ein Werkzeug mit hochglanzpolierten Vertiefungen, das Goldschmiede als Unterlage zum Treiben von Blechen verwenden. Die Vertiefungen sind oft schalenförmig (Kugelsegmente) oder halbkugelförmig (siehe Bilder rechts). Sie unterscheiden sich dann im Durchmesser, mit dem sie gekennzeichnet sind. Dazu gibt es einen Satz Punzen (auch Vertiefstempel genannt). Zu runden Vertiefungen passen Punzen mit kugligem Ende (Kugelpunzen) oder mit abgerundetem Ende. Eine Rillenanke oder Riefenanke hat dagegen rillenförmige Vertiefungen mit U-förmigem Profil (halbrund) oder auch mit kantigem Profil (Vierkant- oder Dreikantgesenk). Für die Treibarbeit werden in diesem Fall Punzen mit einer anderen Form oder entsprechende Profileisen benötigt.
Ein rundes Blechstück kann in eine runde Vertiefung der Anke mit etwas größerem Durchmesser eingelegt und mit der Punze durch Hammerschläge bearbeitet werden. Durch dieses sogenannte Auftiefen erhält es eine gewölbte Form. In ähnlicher Weise können längliche Werkstücke in eine Rille oder Riefe eingearbeitet werden. Um Faltenbildung zu vermeiden, können je nach Material und Dicke vorbereitende Arbeitsschritte nötig sein. Bei der Bearbeitung mit dem Stempel kann dem Werkstück gleichzeitig eine polierte Oberfläche verliehen werden (sogenannte Druckpolitur).
Die Anke hat meist die Form einer Platte (Flachanke) oder eines Würfels (Würfelanke). Auf einer Würfelanke können runde und rillenförmige Vertiefungen kombiniert sein, verteilt auf verschiedene Seiten. Eine Anke mit nebeneinanderliegenden Rillen oder Riefen wird auch Scharnieranke genannt.
Anken bestehen meist aus gehärtetem oder ungehärtetem Stahl, seltener aus Eisen oder Messing. Für eine oberflächenschonende Verarbeitung von sehr dünnen und weichen Blechen werden manchmal Anken aus Hartholz verwendet.